# Arnold Ferdinand Ewald
Arnold Ferdinand Ewald (* 1815 in Berlin; † 24. Juli 1884 ebenda) war ein deutscher Maler.

## Leben
Ewald studierte ab 1839 an der Kunstakademie in München und war Schüler der Berliner Akademie; außerdem war er unter dem Pseudonym Canaletto Mitglied der literarischen Gesellschaft Tunnel über der Spree.

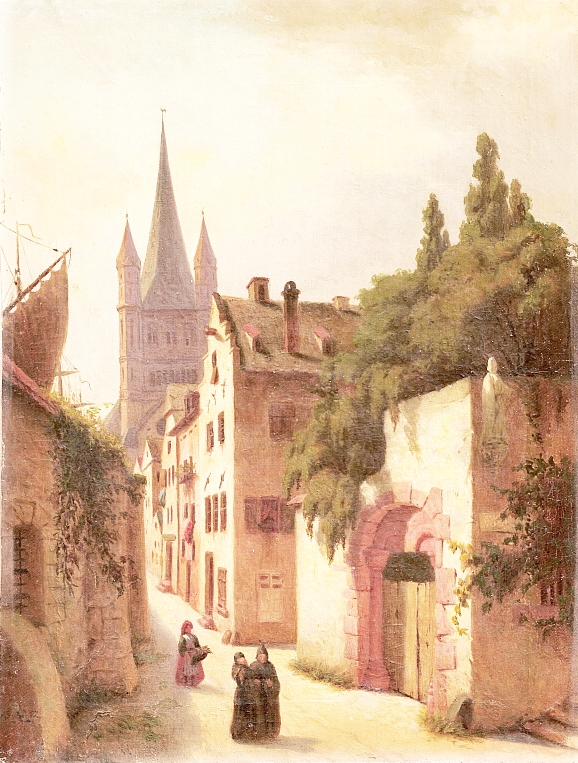
Köln, Groß St. Martin (1852)
Öl auf Leinwand, 25 × 21 cm

Zitat aus dem Monogrammisten-Verzeichnis von Nagler:

„18 Æ 52 [Ewald] gehört zu den vorzüglichsten jüngeren Künstlern des preussischen Staates. Er machte seine Studien in der Akademie in Berlin und trat um 1848 mit Werken auf. Sie bestehen in Genrebildern und Darstellungen aus der Geschichte des Mittelalters, […] Treffliche Gemälde letzterer Art sind Galilei vor seinen Richtern (1852), und Königin Elisabeth von England, wie sie dem Dawison das Todesurtheil der Maria Stuart übergiebt.
Auf Zeichnungen und kleineren Genrebildern findet man das Monogramm des Meisters. In obiger Form steht es auf einem […] radierten Blatte im zweiten Hefte im Album des jüngeren Künstler-Vereins zu Berlin 1853“

Ewalds Sohn war der Historiker, Philologe und Privatdozent Paul Ewald (1851–1887), der in seinem Todesjahr die Malerin Clara Philippson heiratete. Sie waren Eltern des Physikers Paul Peter Ewald. Ewalds Tochter Johanna (1850–1930) war mit seinem Cousin, dem Maler Ernst Ewald, verheiratet. Johanna Ewald war selbst künstlerisch tätig und machte sich zu ihren Lebzeiten vor allem als Fächermalerin einen Namen.

## Ausstellungen (Auswahl)
- 1856 Bremen: Zehnte Grosse Ausstellung des Kunstvereins[4]
- 1861 Köln: Zweite Allgemeine deutsche Kunstausstellung mit Gethsemane
- 1861 Berlin: Akademische Kunstausstellung mit Bäuerische Toilette